# Habscht
Habscht est une commune luxembourgeoise située dans le canton de Capellen.

## Géographie

### Localisation
La commune est délimitée à l’ouest par la frontière belge qui la sépare de la province de Luxembourg.
|           | Beckerich, Saeul | Saeul       |
| Arlon (B) | Habscht          | Helperknapp |
| Steinfort | Koerich          | Kehlen      |

### Sections de la commune
- Eischen (siège)
- Greisch
- Hobscheid
- Roodt-sur-Eisch
- Septfontaines.

### Lieux-dits
- Gaichel
- Kreuzerbuch
- Simmerfarm
- Simmerschmelz

## Histoire
La commune naît le 1er janvier 2018 de la fusion des communes de Hobscheid et Septfontaines. La commune reprend le nom luxembourgeois de Hobscheid.

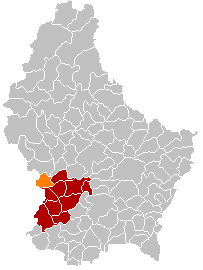
Hobscheid.
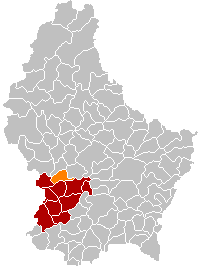
Septfontaines.
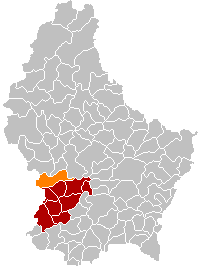
Habscht.

## Politique et administration

### Liste des bourgmestres
| Identité           | Période          | Période  | Durée                     | Étiquette |
| Identité           | Début            | Fin      | Durée                     | Étiquette |
| ------------------ | ---------------- | -------- | ------------------------- | --------- |
| Serge Hoffmann (d) | 28 novembre 2017 | En cours | 7 ans, 3 mois et 14 jours | CSV       |

## Population et société

### Démographie
L'évolution du nombre d'habitants est connue à travers les recensements de la population effectués dans le pays depuis 1821. Les recensements décennaux de la population permettent de caler les chiffres sur la composition de la population par sexe, âge, nationalité et commune de résidence. Entre deux recensements, la population au 1er janvier de l’année {\displaystyle x} est évaluée en ajoutant à la population au 1er janvier de l’année {\displaystyle x-1} les soldes naturel (naissances {\displaystyle -} décès) et migratoire (arrivées {\displaystyle -} départs) de l'année. La même méthode est appliquée pour la répartition par âge au 1er janvier et les effectifs totaux par nationalité. Depuis le 1er septembre 2023, le Luxembourg dénombre 100 communes.
Au 1er janvier 2024, la commune comptait 5 144 habitants.
| 2018  | 2019  | 2020  | 2021  | 2022  | 2023  | 2024  |
| ----- | ----- | ----- | ----- | ----- | ----- | ----- |
| 4 426 | 4 528 | 4 730 | 4 803 | 4 946 | 4 992 | 5 144 |

Pour des raisons techniques, il est temporairement impossible d'afficher le graphique qui aurait dû être présenté ici.

## Héraldique, logotype et devise
La commune ne dispose pas de blason. En revanche, elle utilise un logo combinant ceux des communes fusionnées : Hobscheid et Septfontaines.

## Curiosités
- Le château et les sept fontaines à Septfontaines ;
- La vallée des sept châteaux, qui traverse la commune.